# Giovanni Centrella
Giovanni Centrella (Prata di Principato Ultra, 5 settembre 1965) è un sindacalista italiano.
Dal 29 maggio 2010 al 28 luglio 2014 è stato il segretario generale dell'Unione Generale del Lavoro. Dal giugno 2015 Segretario Generale Sindacato Europeo Lavoratori e Pensionati. Dal novembre 2023 Presidente Associazione Unione Cittadini Italiani.

## Biografia
Diplomato all'istituto tecnico commerciale di Avellino, laureato in servizi giuridici per l'impresa in data 21 marzo 2012 sposato, vive a Prata di Principato Ultra, in provincia di Avellino, inizia come un operaio metalmeccanico. Dapprima ha lavorato in piccole aziende del settore, in seguito, nel 1995, è stato assunto dalla Fiat presso la FMA di Pratola Serra, in provincia di Avellino. Inizia la sua attività sindacale nel 1997, come rappresentante sindacale per la Ugl Metalmeccanici presso il proprio luogo di lavoro. Nel 2000 è eletto segretario provinciale della Ugl Metalmeccanici, nel 2003 diviene dirigente nazionale, infine, nel 2006, segretario nazionale della stessa Ugl Metalmeccanici.
Durante la sua attività sindacale, si è occupato di diverse importanti vertenze: la sottoscrizione di tre rinnovi di contratti nazionali del settore metalmeccanico, di diversi contratti integrativi aziendali in Fiat, Finmeccanica, in aziende quali Alenia e AnsaldoBreda, Fincantieri, l'accordo sulla flessibilità dell'orario di lavoro nello stabilimento Fiat di Melfi.
In seguito ai risultati raggiunti e dopo le dimissioni di Renata Polverini, sia nella gestione delle vertenze che nelle elezioni dei rappresentanti sindacali del proprio settore, il 29 maggio 2010 viene eletto all'unanimità segretario generale, dal Consiglio Nazionale della UGL. Nel primo anno di attività sindacale ha raggiunto importanti risultati, la firma del protocollo d'intesa tra Confindustria e UGL-CISL-UIL-CGIL. E per ultimo manifestazioni unitarie con CGIL-CISL-UIL. Il 31 marzo 2012 viene rieletto segretario generale dal terzo congresso della UGL. È stato consigliere nazionale del CNEL.

Nel luglio 2010 Centrella viene nominato direttore generale della Confederazione esercenti "ESAARCO" . Nel luglio del 2014, a seguito delle indagini per appropriazione indebita di 500.000 euro, si dimette da segretario generale dell'Unione Generale del Lavoro. Da giugno 2015 Segretario Generale del Sindacato Europeo Lavoratori e Pensionati. Da ottobre 2023 Presidente dell'Associazione Unione Cittadini Italiani (UN.CI.T.) 

## Procedimenti giudiziari
Nell'agosto del 2019 Il giudice monocratico di Roma lo ha condannato ad 1 anno e 8 mesi di reclusione per l’accusa di appropriazione indebita nel periodo giugno 2010-2014. Il Tribunale ha anche deciso “il risarcimento del danno da liquidarsi in separata sede e la condanna al pagamento di una provvisionale immediatamente esecutiva pari ad euro 140.000 per la Federazione nazionale UGL Metalmeccanici ed una pari ad euro 200.000 in favore della Confederazione Generale UGL
In data 11 ottobre 2023 la seconda sezione Penale Corte Appello di Roma ha emesso la sentenza di non luogo a procedere per avvenuta prescrizione nei confronti di Giovanni Centrella, cosi annulando la sentenza del Giudice Monocratico dell'agosto 2019.